# 横浜ホテル (横浜市西区)
横浜ホテル（Yokohama Hotel）は、かつて神奈川県横浜市西区に存在したホテル。

## 概要
高島町に位置していた木造モルタル造り2階建てで、27室の小規模なホテルだった。

## 沿革
- 1949年5月 - 神奈川都市交通が旅行斡旋業の横浜観光を設立。
- 1951年8月 - 横浜ホテルを合併し、横浜ホテルに商号を変更。
- 1954年6月 - 東京急行電鉄の傘下に入る。
- 1961年4月 - 横浜東急ホテルへ商号を変更。
- 1962年3月 - 横浜駅西口に横浜東急ホテル（その後「横浜エクセルホテル東急」への名称変更を経て、後に閉鎖）オープン。横浜ホテルを閉鎖。